# Țminî, Manevîci
Țminî (în ucraineană Цміни) este localitatea de reședință a comunei Țminî din raionul Manevîci, regiunea Volînia, Ucraina.

## Demografie
Componența lingvistică a localității Țminî
     Ucraineană (99,05%)
     Alte limbi (0,95%)
Conform recensământului din 2001, majoritatea populației localității Țminî era vorbitoare de ucraineană (99,05%), existând în minoritate și vorbitori de alte limbi.